# Nephelotus
Nephelotus is een kevergeslacht uit de familie van de boktorren (Cerambycidae). De wetenschappelijke naam van het geslacht werd voor het eerst geldig gepubliceerd in 1866 door Pascoe.

## Soorten
Nephelotus omvat de volgende soorten:
- Nephelotus alboplagiatus Breuning, 1938
- Nephelotus aurivillii Ritsema, 1914
- Nephelotus conspersus (Thomson, 1865)
- Nephelotus cristipennis Breuning, 1954